# Ideal Standard
Ideal Standard International S.A. (Abkürzung Ideal Standard) ist eine belgische Kapitalgesellschaft in der Rechtsform einer Aktiengesellschaft mit dem Geschäftssitz in Brüssel. Das Unternehmen produziert Sanitärtechnik, Badmöbel, Armaturen sowie Bade- und Duschwannen. Es beschäftigt weltweit 9000 Mitarbeiter in 40 Werken und 39 Verkaufsbüros und ist in 100 Ländern aktiv.
Seit März 2024 gehört Ideal Standard  zum deutschen Unternehmen Villeroy & Boch.
Die Hauptmarken sind: Ideal Standard, Armitage Shanks, JADO, Porcher, Ceramica Dolomite und Vidima.

## Geschichte

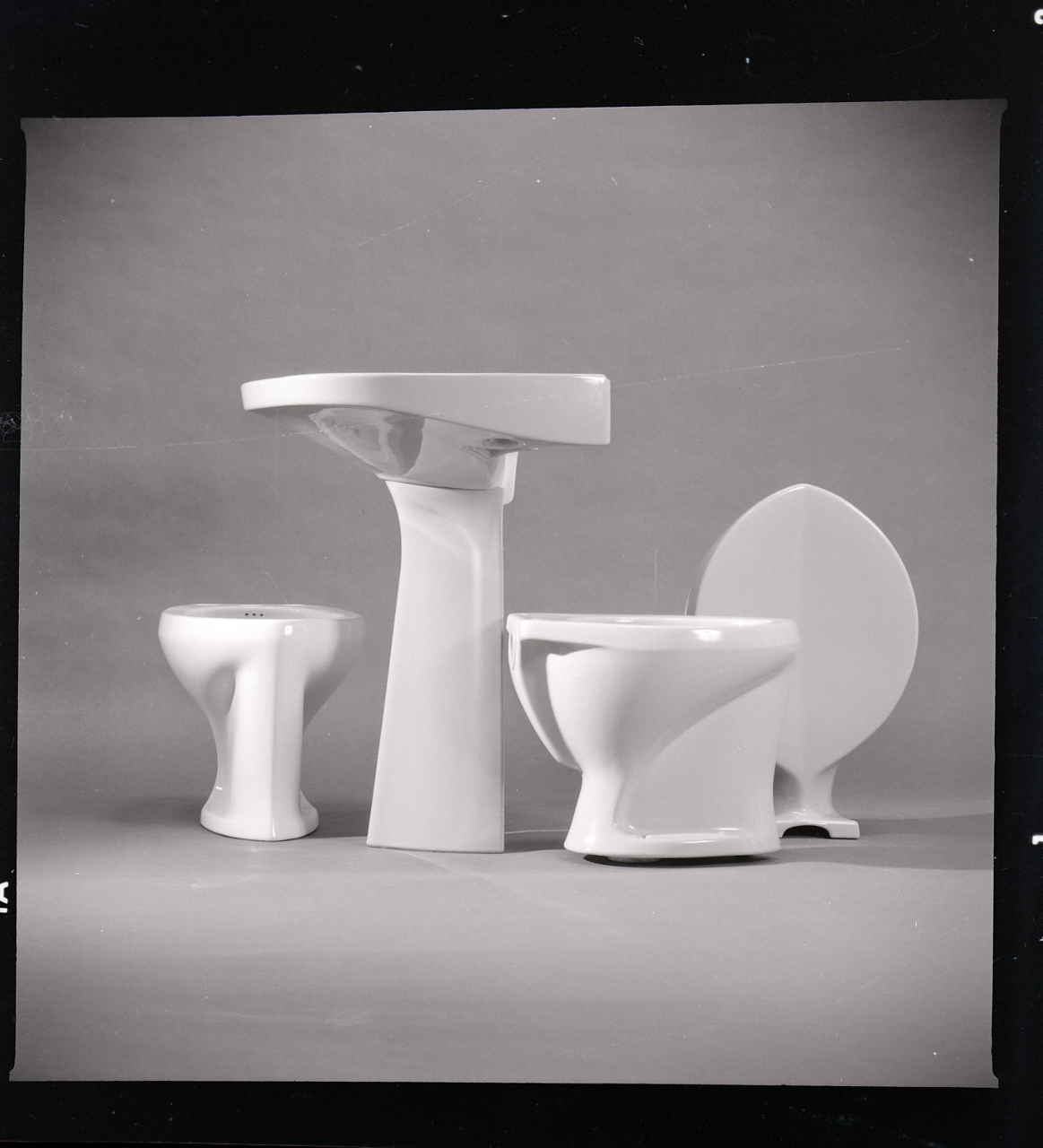
Sanitärkeramik entworfen von Gio Ponti für Ideal Standard, 1954 ca. Foto von Paolo Monti.

Die Geschichte von Ideal Standard ist eng verknüpft mit der Geschichte von American Standard Companies. Mit der Expansion von American Standard durch Übernahmen und Fusionen wurden diese entsprechend von den regionalen Tochtergesellschaften nachvollzogen. Als eigenständiges Unternehmen ist Ideal Standard seit Ende 2007 am Markt präsent.
2006 waren rund 13.000 Menschen an 29 Standorten in Europa bei Ideal Standard beschäftigt. Im Juli 2007 verkündeten American Standard und Bain Capital, dass Bain Capital die Bad- und Küchenproduktsparte von American Standard für 1,745 Milliarden Dollar übernehmen wird. Die Übernahme war bis Dezember 2007 vollzogen worden. Am 5. November 2007 wurde von Bain Capital der neue Unternehmensname Ideal Standard International mitgeteilt. Drei Wochen später fand die Präsentation der neuen Corporate Identity, eines Markendesigns und des Ziels, das Badezimmer ins digitale Zeitalter zu führen, statt.
Zu Beginn des Jahres 2011 gab Ideal Standard International bekannt, dass drei Werke, zwei in Frankreich und eins in Großbritannien, geschlossen würden. Verbunden mit der Schließung der Betriebsstätten war der Verlust von 560 Arbeitsplätzen. Grund hierfür war der starke Rückgang in der Baubranche von knapp 19 % nach der Weltfinanzkrise 2007–2008.
Von 2015 bis 2021 war Torsten Türling CEO des Unternehmens. Seit 2018 gehörte Ideal Standard den Private-Equity-Investmentfirmen Anchorage Capital Group und CVC Credit Partners.
Gemäß Medienberichten von Januar 2020 prüfte der saarländische Keramikhersteller Villeroy & Boch eine Übernahme von Ideal Standard, erklärte im Oktober 2020 jedoch, aufgrund der unsicheren Wirtschaftslage eine Übernahme derzeit nicht anzustreben. Im September 2023 gab Villeroy & Boch bekannt, das Unternehmen Ideal Standard doch übernehmen zu wollen. Am 1. März 2024 wurde der Abschluss der 600 Millionen Euro schweren Übernahme bekanntgegeben.

### Deutschland

Logo von Ideal Standard in den 1990ern

Die Ideal Standard Deutschland GmbH ist die deutsche Tochtergesellschaft der Ideal Standard International. Sie wurde am 30. April 1901 unter der Firma Nationale Radiator-Gesellschaft mbH in Berlin als Tochtergesellschaft der American Radiator Corporation New York gegründet. Die Produktion von Radiatoren und Heizkesseln aus Gusseisen für den Wohnungsbau begann 1902 in Schönebeck (Elbe). Bereits 1903 zog die Verwaltung von Schönebeck nach Berlin, wo das seitdem unter dem Akronym NARAG firmierende Unternehmen seinen Sitz hatte.
Eine zweite Produktionsstätte entstand 1904 im linksrheinischen Neuss. Der Einstieg in das deutsche Sanitärgeschäft war eine Folge der Fusion der Muttergesellschaft American Radiator Corporation New York mit der Standard Sanitary Corporation zur American Radiator & Standard Sanitary Corporation im Jahr 1929. Die deutsche Tochter der Standard Sanitary Corporation wurde der NARAG angegliedert. Das neue Unternehmen produzierte und vertrieb nun auch emaillierte Badewannen, Messingarmaturen und Sanitärkeramik aus Kristallporzellan.
1950 wurde die Firma in Ideal Standard GmbH geändert. Die Unternehmenszentrale der Ideal Standard Deutschland befindet sich seit 1956 in Bonn.
Neben der Zentrale in Bonn gehört das Armaturenwerk in Wittlich zu Ideal Standard Deutschland. Das Werk wurde am 2. Juni 1964 in Betrieb genommen und beschäftigt heute rund 500 Menschen. Bis 1969 wurden in dem Werk noch Radiatoren hergestellt. Zu Beginn der Übernahme von JADO wurde die neue Beteiligung dem Werk Wittlich zugeordnet.

### Vereinigtes Königreich und Irland
Am 2. Februar 1999 gab Ideal Standard UK die Übernahme von Armitage Shanks Ltd. bekannt. Damit verstärkte sich die Position in Großbritannien. Der Umsatz stieg auf über 200 Millionen £ und die Mitarbeiterzahl erhöhte sich auf 3300, die an 15 Standorten, inklusive Irland, in Produktion und Vertrieb arbeiten. Im Zuge des Umbaus des Unternehmens, als Folge der Fusion vom Februar, wurde im Juni bekannt gegeben, dass vier Werke geschlossen und 580 Arbeitsplätze gestrichen werden.
Mit dem Kauf von vier Tochterunternehmen des in Irland ansässigen Unternehmens Qualceram Shires plc im Juli 2009 wurde die Marktposition in Großbritannien und Irland gestärkt. Die erworbenen Unternehmen sind:
Shires Ireland Limited, Quay Bathroom Limited, Quality Ceramics (Arklow) Limited und Quality Ceramics (Sales) Limited. Diese sind mit den Marken Qualceram, Shires, Selecta und Trent Bathrooms am irischen und britischen Markt aktiv.

## Marken
Ideal Standard ist die Kernmarke des Unternehmens. Auf dem internationalen Markt sind die Marken JADO und American Standard (Asien, Pazifikraum und Lateinamerika) präsent. Für die lokalen Märkte sind das die Marken Incesa Standard (Lateinamerika), Armitage Shanks und Sottini, Qualceram, Shires, Selecta und Trent Bathrooms (Großbritannien), Børma (Dänemark), Ceramica Dolomite (Italien), Porcher (Frankreich und Lateinamerika), Sangrá (Spanien), Venlo (Niederlande) und Vidima (Osteuropa).
Ideal Standard arbeitet mit Designern und Architekten wie Jasper Morrison, Marc Sadler, Ronen Joseph, Franco Bertoli, ArteFakt und Studio Levien zusammen.

### JADO

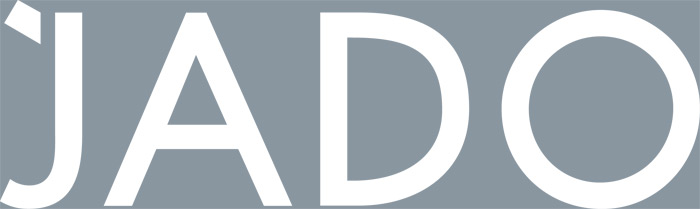
Logo der Marke JADO

Seit dem Jahr 2000 ist Ideal Standard an der europäischen Marke „JADO“ beteiligt. JADO entwickelt und produziert Designer-Armaturen, Duschen und Accessoires für Bad und Küche und arbeitet dafür mit Designern wie ArteFakt, Matteo Thun, Jean Nouvel und Christian Bjørn Design zusammen.
Geschichte
Im Jahr 1890 wurde JADO als Jans & Roth als Hersteller von Kofferbeschlägen und Accessoires für Lederwaren in Offenbach gegründet. Neunundfünfzig Jahre später firmierte das Unternehmen in Jans & Heinsdorf GmbH um und produzierte Möbelbeschläge. In den 1970er Jahren wurde ein neuer Markenauftritt entwickelt. Mit der Einführung der Marke JADO wurde diese Entwicklung 1975 abgeschlossen. Die 1980er Jahre sind durch Expansion und die Übernahme von Wils&Co geprägt. 1992 wurden die Geschäftsbereiche Sanitär und Beschläge unter JADO zusammengeführt und das Unternehmen in eine Aktiengesellschaft umgewandelt. Das Jahr 2000 ist geprägt durch die Mehrheitsbeteiligung von Ideal Standard GmbH an JADO. Zwei Jahre später wird der dänische Hersteller Børma, ein Armaturenhersteller, übernommen. Die Umwandlung von einer Aktiengesellschaft in eine GmbH wurde im Jahr 2005 durchgeführt. Die Jahre 2006 und 2007 waren geprägt durch die Komplettübernahme von JADO durch Ideal Standard.

### Porcher

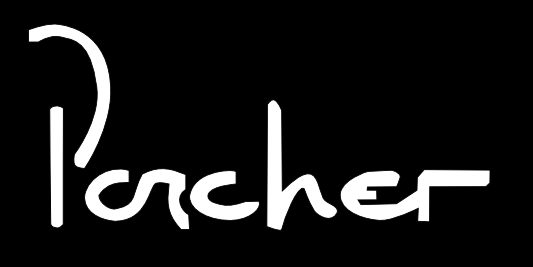
Logo der Marke Porcher

Mit der Übernahme des französischen Unternehmens Porcher stärkte Ideal Standard 1992 seine Position im französischen Markt. Porcher ist in Roissy-en-France ansässig, wo auch ein Schulungszentrum betrieben wird, das jährlich circa 800 Installateure schult.

## Kartellermittlungen
Gegen siebzehn europäische Sanitärhersteller ermittelte die Europäische Kommission ab 2004 wegen Bildung eines Kartells und unerlaubter Preisabsprachen. Den höchsten Betrag musste Ideal Standard International mit 326,1 Millionen Euro bezahlen. Die Ermittlungen wurden 2010 abgeschlossen. Durch entsprechende Vereinbarungen im Zuge des Spin-off von American Standard in Trane Inc. und WABCO sowie des Verkaufs an Bain Capital wurden für Ideal Standard International entsprechende Verpflichtungserklärungen abgegeben, dass Trane Inc. und WABCO die entsprechenden Bußgelder übernehmen.

## Auszeichnungen (Auswahl)
Im Laufe der über hundertjährigen Firmengeschichte wurde eine Vielzahl an Auszeichnungen für Produkte von Ideal Standard vergeben, u. a.:
- 2011: Design Plus Award für die Armatur E-Vision[33]
- 2009: red dot design award und iF Design Award für die Keramikserie Celebrated SimplyU.[34]
- 2006: European Product Award, vergeben von EDT für die Thermostat-Technologie m-tech[6] und red dot design award für die Küchenarmatur CeraLuna[35]